# Fabronia perimbricata
Fabronia perimbricata är en bladmossart som beskrevs av C. Müller 1897. Fabronia perimbricata ingår i släktet Fabronia och familjen Fabroniaceae. Inga underarter finns listade i Catalogue of Life.